# Kościół św. Jana w Odense
Kościół św. Jana – luterańska świątynia w duńskim mieście Odense, na wyspie Fionia. 

## Historia
Pierwsza wzmianka o kościele pochodzi z 1295 roku, w 1329 opisano go jako klasztor św. Jana (dun. Sankt Hans kloster). Kościół wznieśli joannici. W 1536 roku kościół przeszedł w ręce protestantów. W 1636 roku budynek przebudowano, w latach 1878-1880 odbywała się renowacja, podczas której zamieniono ołtarz główny. Ostatni remont miał miejsce w latach 1997-1998.